# Jiāngyīn
Jiāngyīn (sinograma tradicional: 江陰, simplificado: 江阴, significa "al sur del río Yangtzé") es una ciudad-municipio de China, también esta conocido en "Dèng (澄)". Situada en el sur de la provincia de Jiāngsū, pertenece a Wúxī. Jiāngyīn es uno de los centros transportales importantes en el río Yangtzé, también es una de las ciudad-municipios más desarrolladas en China.